# Вайда-Кемераш
Вайда-Кемераш (рум. Vaida-Cămăraș) — село у повіті Клуж в Румунії. Входить до складу комуни Кеяну.
Село розташоване на відстані 313 км на північний захід від Бухареста, 27 км на схід від Клуж-Напоки.

## Населення
За даними перепису населення 2002 року у селі проживали 919 осіб.
Національний склад населення села:
| Національність | Кількість осіб | Відсоток |
| -------------- | -------------- | -------- |
| угорці         | 834            | 90,8%    |
| румуни         | 55             | 6,0%     |
| цигани         | 30             | 3,3%     |

Рідною мовою назвали:
| Мова      | Кількість осіб | Відсоток |
| --------- | -------------- | -------- |
| угорська  | 834            | 90,8%    |
| румунська | 84             | 9,1%     |